# Campeonato Mundial de Atletismo de 2005 - 50 km marcha atlética masculina
A marcha atlética masculina de 50 km no Campeonato Mundial de Atletismo de 2005 foi realizada nas ruas de Helsinque, na Finlândia, no dia 12 de agosto de 2005.

## Recordes
Antes desta competição, os recordes mundiais e do campeonato nesta prova eram os seguintes:
| Tipo                  | Atleta              | Tempo    | Local   | Data                  |
| --------------------- | ------------------- | -------- | ------- | --------------------- |
|                       | Nathan Deakes       | 3:35.:47 | Geelong | 2 de dezembro de 2006 |
| Recorde do campeonato | Robert Korzeniowski | 3:36:03  | Paris   | 27 de agosto de 2003  |

## Medalhistas
| Ouro                    | Prata                   | Bronze              |
| Sergey Kirdyapkin (RUS) | Aleksey Voyevodin (RUS) | Alex Schwazer (ITA) |

## Calendário
Todos os horários estão no horário local (UTC+2)
| Data         | Horário | Fase  |
| ------------ | ------- | ----- |
| 12 de agosto | 11:35   | Final |

## Resultado final
A final ocorreu dia 12 de agosto às 11:35.
| Pos.              | Atleta               | Nacionalidade       | Tempo   | Notas                |
| ----------------- | -------------------- | ------------------- | ------- | -------------------- |
| Medalha de ouro   | Sergey Kirdyapkin    | Rússia              | 3:38:08 | Recorde pessoal      |
| Medalha de prata  | Aleksey Voyevodin    | Rússia              | 3:41:25 |                      |
| Medalha de bronze | Alex Schwazer        | Itália              | 3:41:54 | Recorde nacional     |
| 4                 | Trond Nymark         | Noruega             | 3:44:04 | Recorde nacional     |
| 5                 | Zhao Chengliang      | China               | 3:44:45 |                      |
| 6                 | Omar Zepeda          | México              | 3:49:01 |                      |
| 7                 | Roman Magdziarczyk   | Polónia             | 3:49:55 | Recorde da temporada |
| 8                 | Yūki Yamazaki        | Japão               | 3:51:15 |                      |
| 9                 | Horacio Nava         | México              | 3:53:57 |                      |
| 10                | Peter Korcok         | Eslováquia          | 3:55:02 |                      |
| 11                | Tim Berrett          | Canadá              | 3:55:48 |                      |
| 12                | Julio René Martínez  | Guatemala           | 3:57:56 |                      |
| 13                | Marco De Luca        | Itália              | 3:58:32 |                      |
| 14                | Denis Langlois       | França              | 3:59:31 |                      |
| 15                | Ken Akashi           | Japão               | 3:59:35 |                      |
| 16                | Kim Dong-young       | Coreia do Sul       | 4:01:25 | Recorde da temporada |
| 17                | Modris Liepinš       | Letônia             | 4:01:54 | Recorde da temporada |
| 18                | Miloš Bátovský       | Eslováquia          | 4:05:44 |                      |
| 19                | Sergey Korepanov     | Cazaquistão         | 4:06:23 | Recorde da temporada |
| 20                | Pedro Martins        | Portugal            | 4:08:12 |                      |
| 21                | Antti Kempas         | Finlândia           | 4:10:30 |                      |
| 22                | Jorge Costa          | Portugal            | 4:22:17 |                      |
| 23                | Philip Dunn          | Estados Unidos      | 4:25:27 |                      |
| -                 | Rafał Fedaczyński    | Polónia             | DNF     | DNF                  |
| -                 | Sérgio Galdino       | Brasil              | DNF     | DNF                  |
| -                 | Xing Shucai          | China               | DNF     | DNF                  |
| -                 | Andrey Stepanchuk    | Bielorrússia        | DNF     | DNF                  |
| -                 | Han Yucheng          | China               | DNF     | DNF                  |
| -                 | Luis Fernando García | Guatemala           | DNF     | DNF                  |
| -                 | Oleksiy Kazanin      | Ucrânia             | DNF     | DNF                  |
| -                 | Viktar Ginko         | Bielorrússia        | DSQ     | DSQ                  |
| -                 | Aigars Fadejevs      | Letônia             | DSQ     | DSQ                  |
| -                 | Yohann Diniz         | França              | DSQ     | DSQ                  |
| -                 | Mikel Odriozola      | Espanha             | DSQ     | DSQ                  |
| -                 | Aleksandar Raković   | Sérvia e Montenegro | DSQ     | DSQ                  |
| -                 | Craig Barrett        | Nova Zelândia       | DSQ     | DSQ                  |
| -                 | Diego Cafagna        | Itália              | DSQ     | DSQ                  |
| -                 | Grzegorz Sudoł       | Polónia             | DSQ     | DSQ                  |
| -                 | Jani Lehtinen        | Finlândia           | DSQ     | DSQ                  |
| -                 | Fredrik Svensson     | Suécia              | DSQ     | DSQ                  |
| -                 | Jesús Ángel García   | Espanha             | DSQ     | DSQ                  |
| -                 | Miguel Solis         | México              | DSQ     | DSQ                  |
| -                 | Vladimir Kanaykin    | Rússia              | DSQ     | DSQ                  |
| -                 | Miloš Holuša         | Chéquia             | DSQ     | DSQ                  |

Legenda
| Recorde mundial       | Recorde mundial (World record)               |                       | Recorde africano                      | Recorde africano (African) |                                           | Q | Classificado por posição (Qualified) |
| Recorde do campeonato | Recorde do campeonato (Championship record)  | Recorde da América    | Recorde da América (Americas)         | q                          | Classificado por melhor tempo (Qualified) |   |                                      |
| Melhor marca do ano   | Melhor marca do ano (World leading)          | Recorde asiático      | Recorde asiático (Asian)              | DNS                        | Não largou (Did not start)                |   |                                      |
| Recorde nacional      | Recorde nacional (National record)           | Recorde europeu       | Recorde europeu (European)            | DNF                        | Não terminou (Did not finish)             |   |                                      |
| Recorde pessoal       | Recorde pessoal do atleta (Personal best)    | Recorde da Oceania    | Recorde da Oceania (Oceania)          | DSQ / DQ                   | Desclassificado (Disqualified)            |   |                                      |
| Recorde da temporada  | Recorde da temporada do atleta (Season best) | Recorde sul-americano | Recorde sul-americano (South America) | NM                         | Sem marca (No mark)                       |   |                                      |